# Коле Алто-Порчири (Фрозиноне)
Коле Алто-Порчири је насеље у Италији у округу Фрозиноне, региону Лацио.
Према процени из 2011. у насељу је живело 404 становника. Насеље се налази на надморској висини од 264 м.